# Ubaldo Ragona
Ubaldo Ragona (Catania, 1º dicembre 1916 – Roma, 15 agosto 1987) è stato un regista e sceneggiatore italiano.

## Biografia
Interessato al cinema fin dagli albori della carriera, Ragona divenne direttore della rivista di carattere cinematografico Passo ridotto.
Inizialmente si focalizzò sui documentari, per orientarsi sui lungometraggi dopo un periodo di pausa.
Ubaldo Ragona era fratello di Claudio Ragona, direttore della fotografia di diversi film (tra cui Il processo di Verona, Signore e signori, buonanotte, Passione d'amore).

## Filmografia

### Regista
- Il fiume dei Faraoni - documentario (1955)
- Baldoria nei Caraibi - documentario (1957)
- L'ultimo uomo della Terra (1964)
- Vergine per un bastardo (1966)

### Sceneggiatore
- Baldoria nei Caraibi, regia di Ubaldo Ragona - documentario (1957)
- L'ultimo uomo della Terra, regia di Ubaldo Ragona (1964)
- Vergine per un bastardo, regia di Ubaldo Ragona (1966)